# Bataille (jeu)
Pour les articles homonymes, voir Bataille (homonymie).
La bataille est un jeu de cartes qui se joue habituellement à deux (bien que le nombre de joueurs puisse être supérieur) qui est d'une grande simplicité pour les débutants, puisqu'on peut y jouer sous la conduite exclusive du hasard (bien que la manière dont sont rangés les plis puisse influencer considérablement l'issue du jeu, pour les joueurs avancés).

## Histoire
Le jeu de bataille est l'un des plus vieux jeux de cartes connus, remontant au XIVe siècle.

## Règle actuelle
On distribue l'ensemble d'un (ou plusieurs) jeu de cartes (52 ou 32) aux joueurs, qui n'en prennent pas connaissance. À chaque tour, chaque joueur retourne la carte du haut de sa main (ou son tas). Celui qui a la carte de la plus haute valeur — selon la hiérarchie du bridge : as, roi, dame, valet, dix… jusqu'au deux — fait la levée, qu'il place sous son tas.
En cas d'égalité de valeurs — cas appelé bataille — les joueurs en ballotage disent « bataille ! », et commencent par placer une première carte face cachée puis une seconde carte face visible pour décider qui fera la levée. En cas de nouvelle égalité, la procédure est répétée. À la fin, le joueur gagnant remporte toutes les cartes, qu'il place sous son tas. La bataille est parfois l'occasion d'acquérir une grosse carte et c'est l'unique manière de gagner un as. Sans bataille et à moins qu'un joueur ne possède tous les as, il serait impossible de terminer une partie de bataille.
Lorsqu'un joueur a en sa possession toutes les cartes du jeu, la partie se termine et il est déclaré gagnant.
Avec ces règles, il est possible de calculer le nombre moyen de plis nécessaires pour terminer une partie à deux joueurs. Une simulation numérique donne une moyenne de 480 plis et une médiane de 360 plis. Un coup moyen durant typiquement 10 secondes, 50 % des parties durent 1 heure ou plus. Toujours par simulation numérique, on peut estimer à 90 % de chance de victoire pour une main initiale contenant les 4 as, et à 70 % de chance de victoire pour une main initiale n'en contenant que 3. L'avantage pour des mains contenant les quatre rois est bien plus faible car cela donne une probabilité de victoire de 56 % uniquement.

## Stratégies et tactiques
Selon les variantes des règles, on placera différemment son petit tas gagné lors de son pli gagnant avant de le fusionner sous son grand tas. En comptant et en mémorisant l'emplacement des cartes, en protégeant ses cartes de grandes valeurs, on peut augmenter très fortement ses probabilités de gain des cartes de grandes valeurs et donc de la partie. 

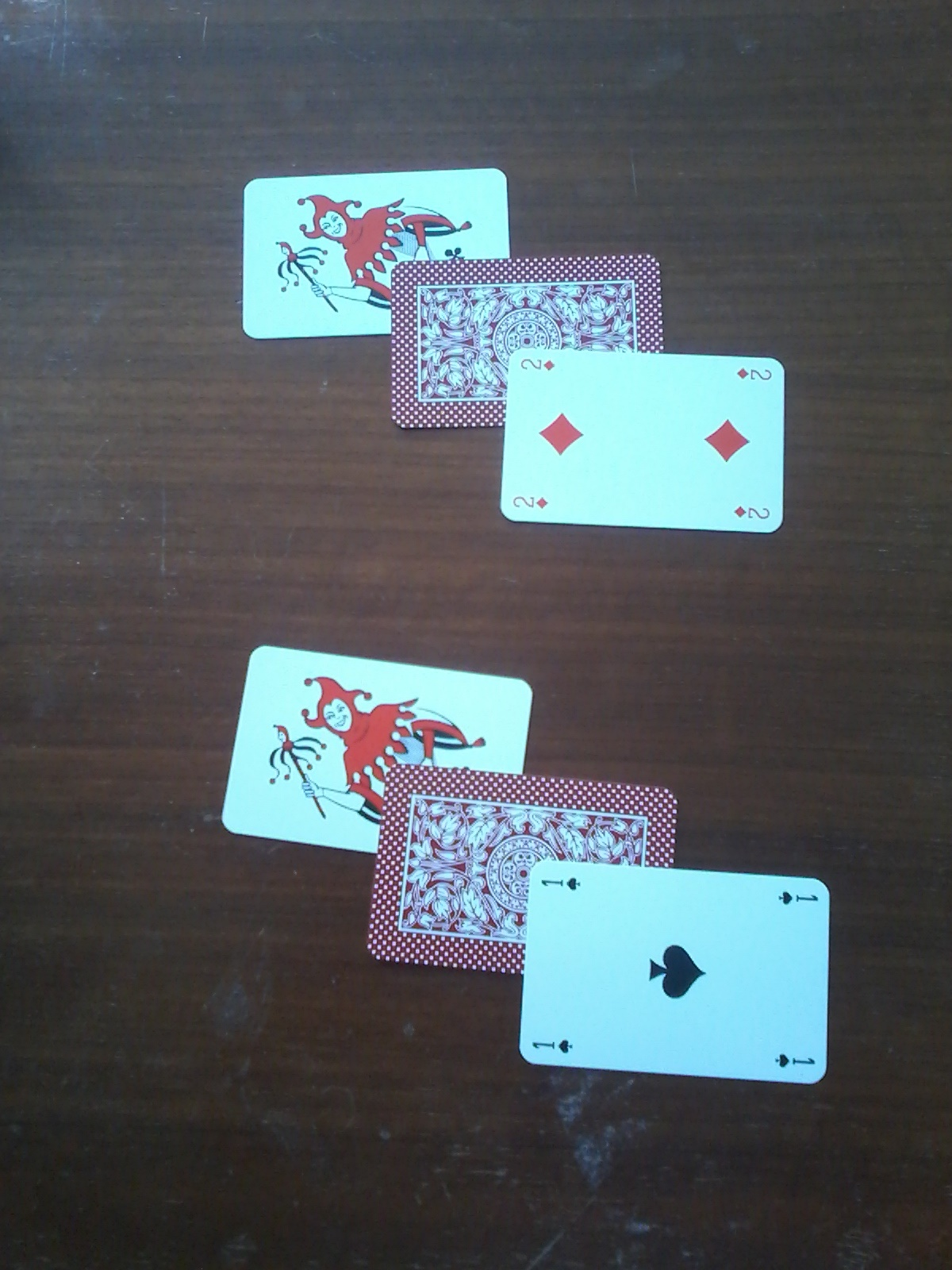
Reconstitution du résultat de l'application de tactiques et de stratégies au jeu de cartes de la bataille.

## Variantes

### Pas de carte à l'envers
Il s'agit, en fait, de la règle la plus ancienne connue du jeu de la bataille que l'on retrouve dans différents recueils de règles de jeux du XIXe siècle.
Le jeu est le même mais on ne dispose pas de carte à l'envers en cas de bataille. Cette variante a tendance à favoriser les joueurs ayant beaucoup d'as puisque cette carte se voit alors bien moins souvent changer de main : l'as ne peut changer de main que lorsqu'il est perdu au cours d'une bataille d'as, et non plus en carte retournée. Par ailleurs, dans cette version du jeu, un joueur qui possède tous les as ne peut que gagner.

### Avec les jokers
On ajoute aux 52 cartes les deux jokers. Chaque joueur reçoit au début de la partie un joker et le reste des cartes reste distribué de manière aléatoire. On joue ensuite comme à la bataille ordinaire. Mais on peut aussi décider que le premier qui arrive à dérober le joker de son adversaire, à l'occasion d'une bataille, a gagné la partie. Cette variante est limitée à deux joueurs.

Il est également possible de cumuler les deux variantes.

### Distribution par couleurs
Pour éviter les inégalités lors de la distribution (par exemple qu'un des joueurs ait les 4 as) il est possible à 2 joueurs de distribuer tous les noirs à une personne et tous les rouges à une autre personne. À quatre joueurs, une personne prend les trèfles, une les piques, une les carreaux et une les cœurs.

### Pat à la bataille
Une des règles de la bataille moderne stipule qu'un joueur ne gagne la bataille que s'il arrive à prendre toutes les cartes de son ou de ses adversaires. Le cas d'un pat, c'est-à-dire d'une partie nulle peut se rencontrer dans les deux situations suivantes : au cours d'une bataille, la dernière carte que pose un joueur est la carte face cachée ; la dernière carte que pose un joueur est la même que celle de son adversaire, ce qui donnerait normalement lieu à une bataille, qui ne peut avoir lieu.
En effet, le joueur est dans l'incapacité de continuer à jouer, et le joueur adverse n'est pas parvenu à lui subtiliser toutes ses cartes, ce qui revient à une égalité. Cette situation est similaire au pat échiquéen, où lorsque le roi adverse ne peut plus effectuer aucun mouvement, on déclare l'issue de la partie comme nulle, quand bien même l'un des deux adversaires aurait une supériorité incontestée.
Une autre variante dans ce cas de figure est que le joueur dans l'incapacité de continuer à jouer récupére la ou les cartes manquantes pour finir la bataille sur le dessus du jeu de son adversaire.

### Bataille payante
Une autre variante permet davantage le passage des As d'une main à l'autre : le perdant de chaque pli doit payer avec la carte suivante de son tas. Cette variante permet ainsi d'équilibrer mieux le jeu en permettant une meilleure fluidité entre les joueurs du passage des As d'une main à l'autre.

### Bataille ouverte
Chaque joueur tient ses cartes devant lui et choisit la carte jouée dans sa main. Cette version est plus subtile et fait intervenir des prises de risque et la mémoire.